# Campagne partiche di Lucio Vero
Le campagne partiche di Lucio Vero (161-166) costituiscono uno degli ultimi momenti dell'offensivismo romano prima della sua definitiva crisi, avvenuta con il III secolo. Furono condotte dal co-imperatore Lucio Vero, sulla base dell'esperienza già affrontata un cinquantennio prima da Traiano.

## Contesto storico
Sul letto di morte, Antonino Pio aveva espresso la sua collera nei confronti di alcuni re clienti, che il Birley interpreta fossero quelli posti lungo i confini orientali. Il cambio al vertice dell'Impero romano sembra infatti abbia incoraggiato Vologese IV di Partia a compiere la prima mossa a fine estate o inizio autunno 161, aggredendo il Regno di Armenia, alleato dell'Impero romano ed installando un re fantoccio di suo gradimento, Pacoro III, un arsacide come lui. L'Impero dei Parti, sconfitto e parzialmente sottomesso da Traiano quasi cinquant'anni prima (114-116), era così tornato a rinnovare i suoi attacchi alle province orientali romane, dagli antichi territori dell'Impero persiano. Il governatore della Cappadocia, provincia che costituiva la prima linea difensiva lungo la frontiera armena, era Marco Sedazio Severiano, un anziano comandante dotato di grande esperienza militare.
Alla morte del princeps, l'Impero romano, subì una serie di attacchi contemporanei lungo molti dei suoi fronti. I Pitti nella Scozia premevano contro il vallo di Antonino, la Spagna subiva le continue scorrerie dei pirati Mauri, mentre in Germania, tra l'alto Danubio ed il Reno, i Catti e i Cauci penetravano oltre le frontiere e lungo le coste, invadendo la Gallia Belgica e gli Agri Decumates. Sembrava di essere tornati al periodo delle grandi guerre dell'epoca di Traiano o di Augusto, mentre nell'Europa centro-orientale il mondo barbaro era scosso da forti agitazioni interne e da movimenti migratori tra le sue popolazioni che tendevano a modificare gli equilibri con il vicino mondo romano, sfociando sul finire delle campagne orientali nel principio delle guerre marcomanniche (fine 166-inizi del 167).

### Casus belli
Nel 161, con la morte di Antonino Pio, il trono del Regno di Armenia (regno "cliente" di Roma) era divenuto vacante. A reclamarlo fu Soemo, un principe di Emesa che era anche senatore romano. Il re Vologase IV reagì sul finire dell'estate o gli inizi d'autunno, inviando in Armenia la propria cavalleria al comando del generale Osroe (Osrow), il quale inflisse una sconfitta ai Romani. Soemo fu deposto e dovette fuggire, mentre l'Armenia, in mano partica, ebbe un nuovo sovrano di nome Pacoro.

## Forze in campo

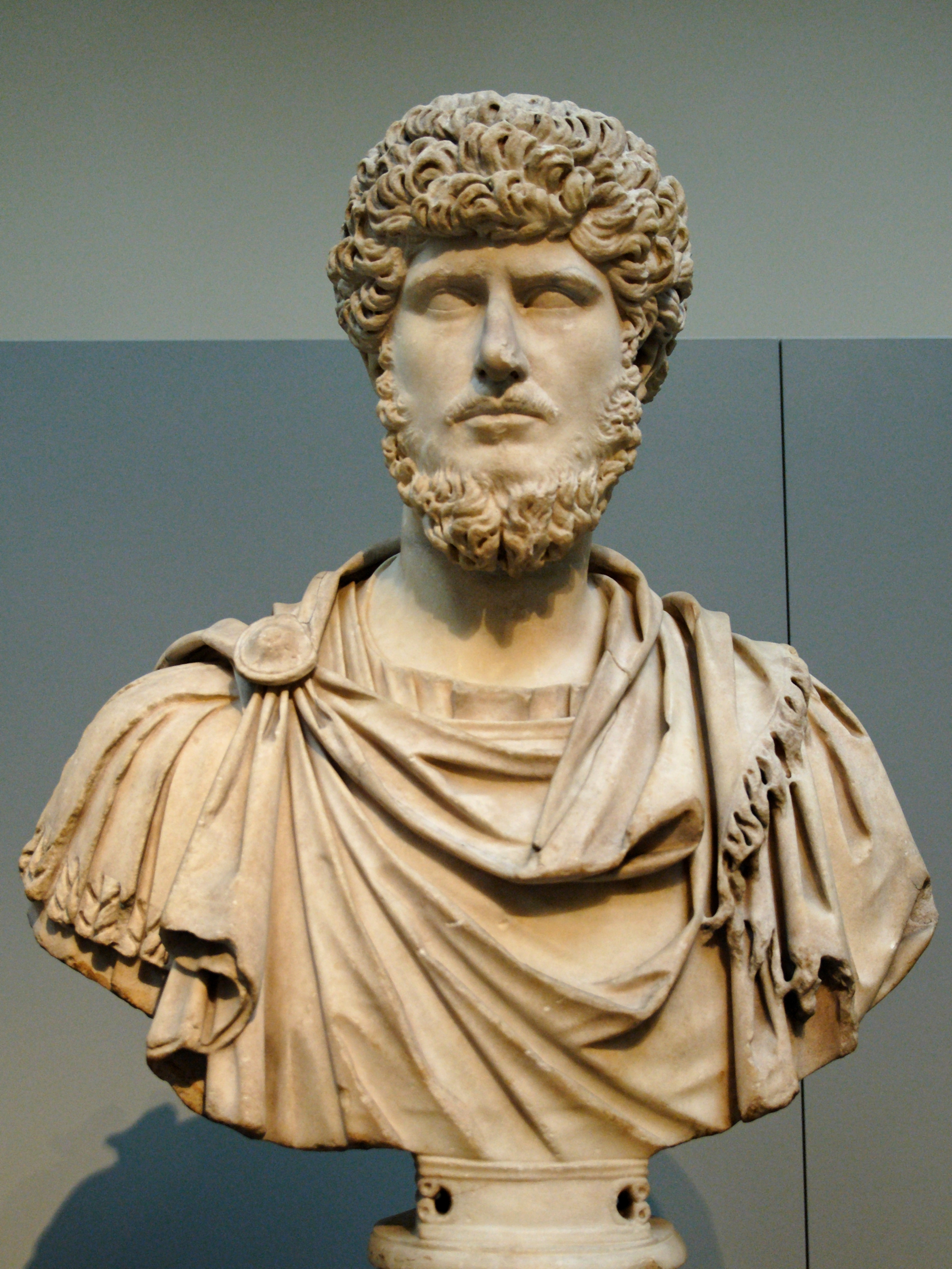
Busto dell'imperatore Lucio Vero che, con il fratello adottivo Marco Aurelio, resse l'impero romano dal 161 al 169.

Certamente le legioni romane coinvolte nel corso di questi sei anni di guerra, furono quelle della Cappadocia come la XII Fulminata e la XV Apollinaris, oltre probabilmente alla VIIII Hispana. In aggiunta le legioni siriane (la III Gallica, la IV Scythica, la legio VI Ferrata e la Legio XVI Gallica), e delle vicine Giudea (la X Fretensis) ed Arabia (la III Cyrenaica).
A queste si aggiunsero, con l'arrivo al fronte dell'imperatore Lucio Vero, numerose altre legioni provenienti soprattutto dal limes danubiano e renano (I Italica, I Minervia, II Adiutrix Pia Fidelis, II Traiana Fortis, V Macedonica, VII Claudia Pia Fidelis, XI Claudia Pia Fidelis e XXX Ulpia Victrix), oltre a numerose vexillationes (delle legioni I Adiutrix, III Augusta, IIII Flavia Felix, X Gemina, XIII Gemina, XIIII Gemina Martia Victrix e XXII Primigenia).
Il totale delle forze messe in campo dall'Impero romano potrebbe aver superato, nel momento di massimo sforzo militare i 200 000 armati; di essi, una metà fu costituita da legionari, la restante da ausiliari.

## Fasi del conflitto
Tra il 163 ed il 166 Lucio Vero fu inviato dal fratello Marco Aurelio a condurre una nuova campagna in Oriente contro i Parti, che l'anno precedente avevano attaccato i territori romani di Cappadocia e Siria. Il nuovo imperatore, trasferitosi per quattro anni prevalentemente ad Antiochia in Siria, lasciò che fossero i suoi generali ad occuparsene, tra cui lo stesso Gaio Avidio Cassio che sarebbe riuscito ad usurpare il trono imperiale, anche se solo per pochi mesi, dieci anni più tardi nel 175.

### Anno 161: la risposta romana e l'offensiva partica

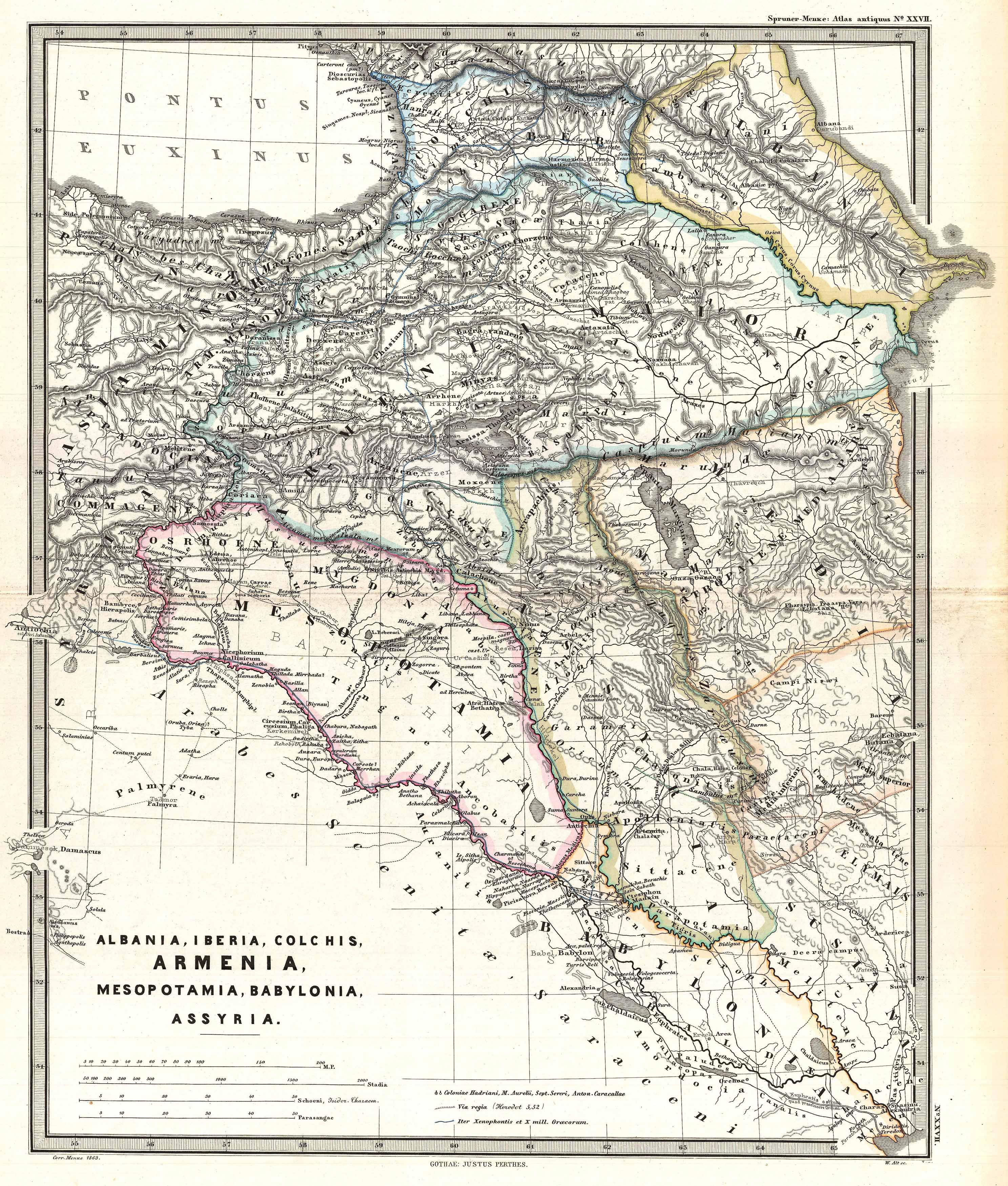
Il teatro delle campagne militari di Lucio Vero

E così il generale partico Osroe, al comando di una numerosa cavalleria pesante, era riuscito a penetrare nel regno d'Armenia, allora protettorato romano, con il preciso scopo di porre sul trono l'arsacide Pacoro. All'epoca dell'invasione, il governatore della Siria era L. Attidio Corneliano. Attidio aveva mantenuto la carica di governatore anche se il suo mandato era scaduto nel 161, presumibilmente per evitare di dare ai Parti la possibilità di approfittare della sua sostituzione. Il governatore della Cappadocia, la provincia confinante con l'Armenia, era Marco Sedazio Severiano, un gallo con molta esperienza nelle questioni militari, al comando di due o forse tre legioni (sicuramente la XII Fulminata e la XV Apollinaris). Ma la permanenza in Oriente ebbe un effetto deleterio sul suo carattere.
Il governatore della Cappadocia, Severiano, fu convinto dal profeta Alessandro di Abonutico (un profeta che portava sempre con sé un serpente di nome Glicone) che avrebbe potuto sconfiggere i Parti facilmente, ottenendo onori e gloria militare. Suocero del rispettato senatore P. Mummio Sisenna Rutiliano, allora proconsole dell'Asia, Abonutico aveva stretto relazioni amichevoli con molti membri dell'élite romano-orientale.
E così Severiano condusse una delle sue legioni in Armenia (forse la IX Hispana), ma dopo soli due giorni di marcia venne intrappolato dal generale partico Cosroe a Elegia, una località appena al di là dei confini romani, non molto distante dalle sorgenti dell'Eufrate. Il comandante romano, resosi conto che la sconfitta era inevitabile, preso da sconforto, preferì suicidarsi piuttosto che cadere vivo in mano nemica, mentre l'intera legione veniva completamente massacrata. La campagna era durata soli tre giorni.
Nel frattempo giunsero altre cattive notizie: l'esercito di Attidio Corneliano era stato vinto in battaglia dai Parti, e si era ritirato in disordine. Vennero quindi inviati nuovi rinforzi per la frontiera partica.
Publio Giulio Geminio Marciano, un senatore africano comandante la legio X Gemina a Vindobona (Vienna), partì per la Cappadocia con numerose vexillationes delle legioni danubiane. Identica sorte seguirono le legioni I Minervia, proveniente dalla fortezza di Bonna (Bonn) in Germania superiore, la II Adiutrix da Aquincum (Budapest) posta sotto il comando del legatus legionis Quinto Antistio Advento Postumio Aquilino e la V Macedonica da Troesmis. Le frontiere settentrionali risultarono strategicamente indebolite, e i governatori di frontiera cercarono di evitare possibili conflitti con le popolazioni barbariche d'oltre confine, ove possibile. Marco Annio Libone, cugino dell'imperatore (e figlio del console omonimo, che aveva servito sotto Antonino Pio), venne inviato a sostituire il governatore di Siria. Era un giovane consolare di circa trent'anni e, in quanto patrizio, privo di esperienza militare. Marco aveva preferito scegliere un uomo assolutamente affidabile.
Ottenuta l'iniziativa, i Parti attaccarono l'intera frontiera di Cappadocia e la Siria, sconfissero molte delle guarnigioni locali, portando distruzione fin sotto le mura di Antiochia e conquistarono la fortezza frontaliera di Edessa. I Parti furono accolti dalle popolazioni locali siriache e giudee come liberatori. Era ora più che mai necessario intervenire con grande rapidità, anche nella scelta dei migliori ufficiali da inviare lungo quell'importante settore strategico. Marco decise di porre a capo della spedizione (expeditio parthica) il fratello, Lucio, perché come suggerisce Cassio Dione Cocceiano «era robusto e più giovane del fratello Marco, più adatto all'attività militare». Il biografo della Historia Augusta suggerisce che Marco volesse spronare Lucio a privarsi della vita dissoluta che conduceva e a capire i suoi doveri. In ogni caso, il Senato diede il suo assenso, e, nell'estate del 162, Lucio partì, lasciando Marco Aurelio a Roma, perché la città «ha chiesto la presenza di un imperatore». Era però necessario dargli un adeguato staff militare (comitatus), ampio e ricco di esperienza, a partire da uno dei due prefetti del pretorio, ed il prescelto fu Tito Furio Vittorino.
Anche le altre frontiere erano minacciate—in Britannia, e in Rezia e Germania Superiore, dove i Catti dei Monti Tauni avevano di recente oltrepassato il limes. Marco Aurelio, il successore di Pio, era impreparato. Pio non sembra essersi curato di fargli fare esperienza militare: il biografo scrive che Marco aveva trascorso tutti i ventitré anni di regno di Pio accanto all'Imperatore—e non nelle province, dove la maggioranza degli Imperatori precedenti avevano trascorso gli inizi della loro carriera. Marco fece le necessarie considerazioni: Marco Stazio Prisco, il governatore della Britannia, fu inviato a sostituire Severiano come governatore della Cappadocia, e fu a sua volta sostituito da Sesto Calpurnio Agricola.
Marco tentò di svagarsi prendendosi una vacanza di quattro giorni a Alsium, una città di villeggiatura sulle coste dell'Etruria, ma era troppo preso dall'ansia per rilassarsi. In una lettera al suo vecchio tutore Marco Cornelio Frontone, dichiarò che non avrebbe parlato della sua vacanza. Frontone replicò ironicamente: "Cosa? Non so che tu eri andato a Alsium con l'intenzione di dedicarti ai giochi, scherzi e completo svago per quattro interi giorni?" Incoraggiò Marco a riposare, come avevano già fatto in altre occasioni i suoi predecessori (Pio si divertiva a fare esercizio fisico in palaestra, ma si dedicava anche alla pesca e alla commedia), narrando anche una favola sulla divisione fatta dagli dei tra mattino e sera—Marco di norma passava apparentemente la sera occupandosi di questioni giudiziarie invece di svagarsi. Marco non accettò il consiglio di Frontone: "Ho dei doveri da svolgere che difficilmente possono essere disdetti", gli replicò.
Frontone inviò a Marco una selezione di materiale da leggere, che comprendeva la pro lege Manilia di Cicerone, in cui l'oratore si espresse a favore dell'affidamento della Terza guerra mitridatica a Pompeo. Era un riferimento adeguato ai tempi correnti (la guerra di Pompeo lo aveva condotto in Armenia), e potrebbe aver influito sulla decisione dell'imperatore di inviare Lucio sul fronte orientale. "Troverai in esso molti capitoli adatti ai tuoi presenti consigli, riguardanti la scelta dei comandanti, gli interessi degli alleati, la protezione delle province, la disciplina dei soldati, le qualificazioni richieste per i comandanti nel campo e altro [...]" Per calmare la sua ansia nel corso della guerra partica, Frontone scrisse a Marco una lunga lettera, piena di riferimenti storici. Nelle edizioni moderne delle opere di Frontone, viene chiamata De bello Parthico (La Guerra Partica). Roma aveva certamente subito pesanti sconfitte in passato, scrive Frontone, a Allia, a Caudium, a Cannae, a Numantia, Cirta, e a Carrhae; sotto Traiano, Adriano, e Pio; ma, nonostante ciò, alla fine i Romani avevano sempre prevalso sui propri nemici: "sempre e dovunque [Marte] ha trasformato i nostri disastri in successi e i nostri terrori in trionfi".

### Anno 162: prima reazione romana
L'anno in corso vide da parte di Vologase IV il riconoscimento sul trono d'Armania di un re filo-partico e nuovi attacchi, questa volta rivolti contro le province romane di Siria e Cappadocia. Fu solo grazie alle capacità militari dei suoi generali, come Gaio Avidio Cassio, Publio Marzio Vero, Marco Claudio Frontone e Marco Stazio Prisco Licinio Italico, inviati lungo il fronte orientale con la massima urgenza da numerose province anche occidentali, che si scongiurò un nuovo disastro militare simile a quello accaduto l'anno precedente ed a respingere le armate dei Parti.
Frattanto a Roma Marco Aurelio ed il fratello Lucio Vero programmavano un loro intervento diretto lungo il limes orientale, approfondendo quanto era accaduto cinquant'anni prima durante le campagne partiche di Traiano (114-117).
Durante l'inverno del 161–62, quando ulteriori cattive notizie erano giunte—una ribellione era scoppiata in Siria— venne stabilito che il comando della spedizione partica sarebbe stato affidato a Lucio in persona. Il motivo della decisione è che era più forte e in salute di Marco e più portato di lui a comandare gli eserciti. Il biografo di Lucio suggerisce ulteriori motivi: per contenere la dissolutezza di Lucio, per renderlo economo, cambiarlo in meglio dal punto di vista morale con il terrore della guerra, rendersi conto che egli era un imperatore. Qualunque siano state le motivazioni, il senato diede il suo assenso, e Lucio partì. Marco sarebbe rimasto a Roma; la città "pretendeva la presenza di un imperatore".
Furio Vittorino, uno dei due prefetti del pretorio, fu inviato con Lucio, con un paio di senatori, M. Ponzio Leliano Larcio Sabino e M. Iallio Basso, e parte della Guardia pretoriana. Vittorino aveva in precedenza servito come procurator di Galazia, e dunque aveva qualche esperienza nelle questioni orientali. Inoltre, era di gran lunga più qualificato dell'altro prefetto del pretorio, Cornelio Repentino, che si diceva dovesse il suo ufficio all'influenza dell'amante di Pio Galeria Lisistrato. Repentino aveva il rango di senatore, ma nessun accesso reale ai circoli senatoriali—il suo era meramente un titolo decorativo. Poiché un prefetto doveva accompagnare la Guardia, Vittorino era la scelta più ovvia.
Leliano era stato governatore sia della Pannonia che della Siria (nel 153); di conseguenza aveva conoscenze di prima mano sull'esercito orientale e sulle strategie militari sulle frontiere. Ottenne la nomina a comes Augustorum ("compagno degli imperatori") per i suoi servigi. Leliano era, secondo Frontone, "un uomo serio e un severo disciplinatore all'antica". Basso era stato governatore della Mesia inferiore, ed era anche lui un comes. Lucio selezionò i suoi liberti preferiti, inclusi Gemino, Agaclito, Cede, Ecletto, e Nicomede, che rinunciò ai suoi compiti di praefectus vehiculorum per eseguire il commissariato della forza di spedizione. La flotta di Miseno fu utilizzata per trasportare l'Imperatore e per comunicazioni generali e per trasporto.
Lucio partì nell'estate del 162 per imbarcarsi a Brundisium; Marco lo seguì fino a Capua. Lucio banchettò nelle case del paese durante il tragitto, e si dilettò nella caccia in Apulia. Si ammalò a Canosa, probabilmente colpito da un leggero ictus, e fu costretto a letto. Marco pregò le divinità pagane per la sua guarigione di fronte al senato, e si recò da lui per visitarlo. Frontone si preoccupò quando seppe della malattia di Lucio, ma fu rassicurato da una lettera di Lucio che descriveva la sua guarigione. Nella sua risposta, Frontone raccomandò al suo pupillo di moderare i suoi desideri, e di prendersi alcuni giorni di riposo a letto. Lucio stette meglio dopo tre giorni di digiuno e di salassi. Era probabilmente solo un leggero ictus.
Vero proseguì il suo tragitto verso l'oriente attraversando Corinto e Atene, accompagnato da musici e cantanti. Ad Atene passò alcuni momenti insieme a Erode Attico, e partecipò ai misteri eleusini. Durante il sacrificio, una stella cadente fu osservata nel cielo: si dirigeva da occidente a oriente. Si fermò a Efeso, dove è attestato nella tenuta dell'aristocratico locale Vedio Antonino, e fece una sosta inaspettata a Erythrae, dove un poema elegiaco allude alla sua visita. Il viaggio continuò via mare attraverso il mar Egeo e le coste meridionali dell'Asia Minore, attardandosi nei noti luoghi di piacere della Pamphylia e della Cilicia, prima di arrivare ad Antiochia. Si ignora quanto durò il viaggio verso l'Oriente di Vero; potrebbe non essere arrivato ad Antiochia prima del 162. Stazio Prisco, nel frattempo, doveva già essere in Cappadocia; avrebbe guadagnato fama nel 163 per alcuni successi militari.

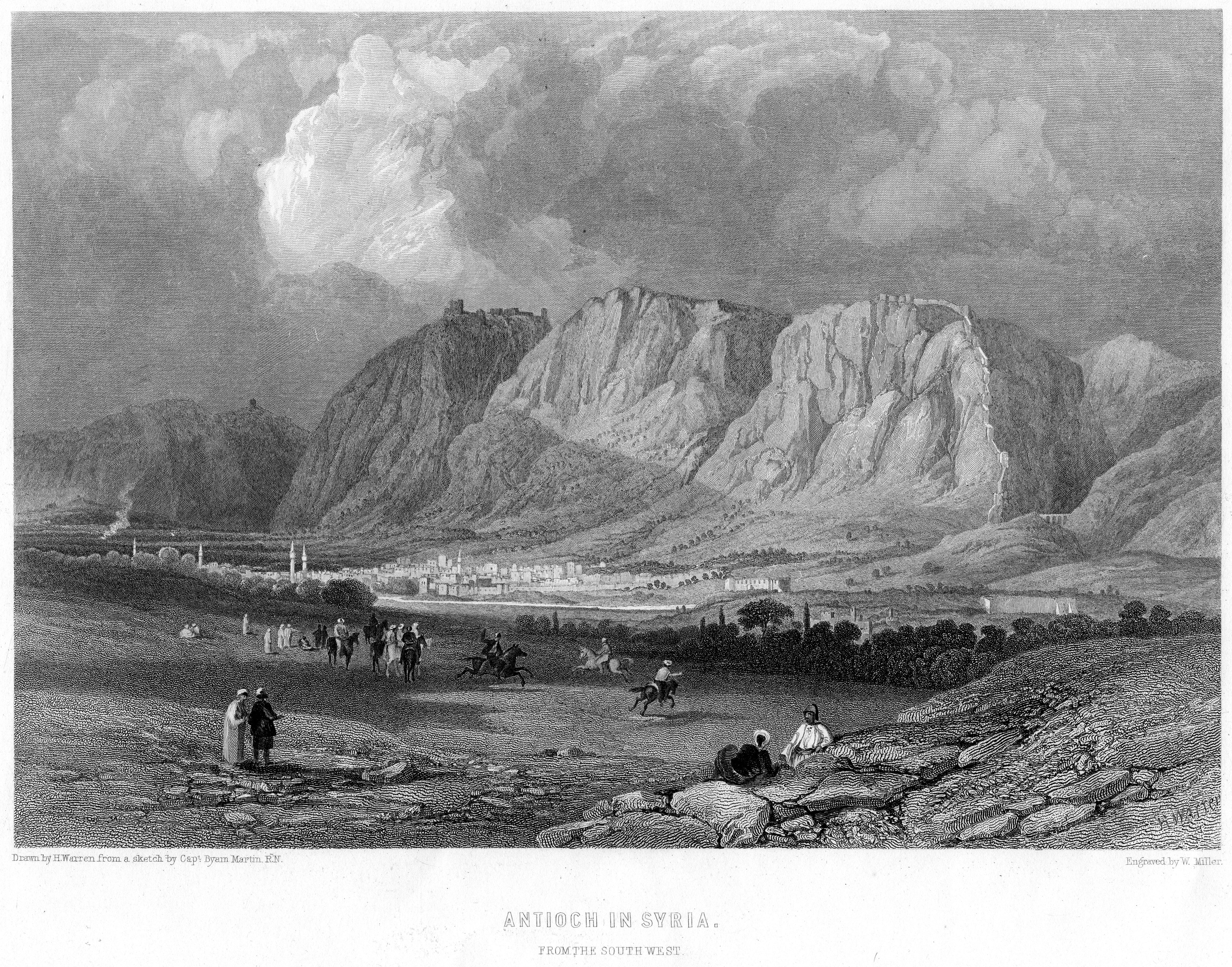
Antiochia di Siria.

Intanto Lucio, giunto finalmente in Siria, fece di Antiochia il suo "quartier generale", trascorrendo gli inverni a Laodicea e le estati a Daphne. I critici gli rimproverarono uno stile di vita ozioso e lussurioso. La Historia Augusta racconta che partecipava al gioco d'azzardo, giocando spesso a «dadi tutta la notte» in compagnia di attori. Intanto Libone, il cugino di Marco Aurelio, morì dopo aver litigato con Lucio, tanto che alcune fonti maligne dissero che fosse stato Lucio a farlo avvelenare.
In Oriente Lucio ebbe come amante una certa Panthea,, proveniente da Smirne. Il biografo la chiama una "fidanzata di umili origini", ma ella è probabilmente più vicina alla "donna di perfetta bellezza" di Luciano, più bella di qualsiasi statua di Fidia e Prassitele. Educata, premurosa, modesta, cantava alla lira perfettamente e parlava greco ionico. Panthea lesse la prima bozza dell'opera di Luciano, e lo tacciò di adulazione. L'aveva paragonata ad una divinità, il che la spaventò— ella non voleva diventare una nuova Cassiopea. L'essere l'amante di Lucio le garantiva potere. Convinse Lucio a radersi la barba. I Siriani lo prendevano in giro per questo, come per altre cose.
I critici deplorarono lo stile di vita di Lucio Vero. Fonti maliziose narrano che passava "l'intera notte a lanciare i dadi", che era spesso in compagnia di attori, e che fece una richiesta speciale di ricevere notizie da Roma per essere aggiornato su come stessero andando le corse con i carri. Si narra che avesse portato con sé una statua d'oro del cavallo dei Verdi Volucer. Frontone difese il suo pupillo contro alcune di queste voci maliziose: il popolo romano, a suo dire, necessitava del panem et circenses di Lucio per tenerli sotto controllo.
Queste sono, almeno, le opinioni maliziose del biografo. L'intera sezione della vita che tratta dei vizi di Lucio (Historia Augusta, Lucius Verus, 4.4–6.6) si inserisce nel mezzo di una narrativa che per il resto è interamente presa da una fonte preesistente. Mentre alcuni e pochi passaggi sembrano genuini, e altri sembrano essere stati rielaborati dalla fonte originale, il resto sembra essere stato inventato dal biografo sulla base della propria immaginazione.
Lucio dovette fronteggiare una situazione critica. Frontone descrisse la scena paragonandola all'arrivo di Corbulone appena un secolo prima. L'esercito siriano si era rammolito a causa dell'eccessivo periodo di pace in Oriente, trascorrendo più tempo nei locali nelle città a svagarsi che non nei loro accampamenti. All'arrivo di Lucio, l'esercito riprese ad essere addestrato in vista dei combattimenti ormai prossimi. Ponzio Leliano ripristinò l'ordine e la disciplina, facendo rimuovere le imbottiture dalle selle dei cavalli e vietando ai soldati di svagarsi nel gioco d'azzardo e bere. Frontone scrisse che Lucio era spesso alla testa del suo esercito sia appiedato che a cavallo. Si premurava personalmente di ispezionare i soldati in campo e nell'accampamento, inclusi i malati.
Lucio inviò a Frontone alcuni messaggi all'inizio della guerra. In uno di essi, si scusava per il suo silenzio, scrivendo che non poteva descrivere piani che potevano cambiare in corsa da un giorno all'altro, e che, d'altronde, il suo lavoro era appena agli inizi. Lucio non voleva che Frontone soffrisse le ansie che lo opprimevano giorno e notte. Una ragione per la reticenza di Lucio potrebbe essere stata il fallimento delle negoziazioni con i Parti in seguito alla conquista romana dell'Armenia. La presentazione delle condizioni di pace di Lucio venne vista come segno di codardia. I Parti non erano disposti, per ora, a negoziare.
Nel mezzo della guerra, probabilmente nell'autunno del 163 o agli inizi del 164, Lucio viaggiò fino ad Efeso per sposare la figlia di Marco, Lucilla. Lucilla aveva tredici anni nel marzo 163; quando si sposò, dunque, aveva meno di quindici anni. Marco aveva rinviato la data: probabilmente la scoperta che Lucio avesse un'amante di nome Panthea lo aveva disturbato. Lucilla fu accompagnata dalla madre Faustina e da M. Vettuleno Civica Barbaro, il fratellastro del padre di Lucio. Marco potrebbe aver pianificato di accompagnarli per tutto il tragitto fino a Smirne (il biografo asserisce che disse al senato che l'avrebbe fatto), ma ciò non accadde. Marco accompagnò il gruppo solo fino a Brindisi, dove essi si imbarcarono su una nave per l'Oriente. Marco ritornò a Roma immediatamente dopo, e inviò istruzioni speciali ai suoi proconsoli di non dare al gruppo nessuna accoglienza ufficiale. Lucilla avrebbe generato tre dei figli di Lucio negli anni a venire, divenendo così Lucilla Augusta.

### Anno 163: occupazione del regno d'Armenia
Le legioni I Minervia e V Macedonica, sotto il comando dei legati Marco Claudio Frontone e Publio Marzio Vero, che servivano sotto Marco Stazio Prisco, conseguirono numerosi successi militari, penetrando profondamente in Armenia, ed inflissero una pesante sconfitta ai Parti, conquistando la capitale armena, Artaxata. Alla fine di quello stesso anno, Lucio venne acclamato imperator per la seconda volta ed assunse il titolo di Armeniacus, pur non avendo mai partecipato direttamente alle operazioni militari; Marco Aurelio invece si rifiutò di accettare il titolo vittorioso fino all'anno successivo. Al contrario, quando Lucio venne salutato imperator, anche Marco accettò la sua seconda salutatio imperatoria.
L'esercito di Siria, nel frattempo, venne rinforzato dalla legio II Adiutrix e dalle legioni danubiane poste sotto il comando del legatus legionis della ''X Gemina, Publio Giulio Gemino Marciano.
Nel 163, mentre Stazio Prisco era occupato in Armenia, i Parti intervennero in Osroene, uno stato cliente dei Romani localizzato in Mesopotamia, ad oriente dalla Siria, con capitale Edessa. Deposero il re cliente romano, Manno, e lo sostituirono con il loro candidato, che sarebbe rimasto in carica fino al 165. (La monetazione edessena comincia in realtà intorno a questa data, con monete che mostrano su una faccia Vologase IV e "Wael il re" (Siriano: W'L MLK') sul rovescio.) I generali romani reagirono spostando le loro truppe più a sud seguendo il corso del fiume, per poi attraversare l'Eufrate in un punto situato più a sud. Per attestato di Luciano, i Parti controllavano ancora la riva meridionale dell'Eufrate (in Siria), finora appartenuta ai Romani, fin dal 163 (fa menzione di una battaglia combattuta nei pressi di Sura, che si trova sul lato meridionale del fiume). Prima della fine dell'anno, tuttavia, le truppe romane si erano spostate a nord per occupare Dausara e Nicephorium sulla riva settentrionale del fiume, che apparteneva ai Parti. Subito dopo la conquista della riva settentrionale dell'Eufrate, ulteriori armate romane mossero in Osroene provenendo dall'Armenia, riuscendo nell'impresa di espugnare Anthemusia, una città a sud-ovest di Edessa. Per l'anno 164 non si ebbero avvenimenti degni di nota; la maggior parte dell'anno fu trascorsa in preparativi in vista di un rinnovato assalto al territorio partico.
| Monetazione dell'anno | Monetazione dell'anno | Monetazione dell'anno                                              | Monetazione dell'anno                                                                                             | Monetazione dell'anno                              | Monetazione dell'anno | Monetazione dell'anno                                |
| Immagine              | Valore                | Dritto                                                             | Rovescio | Datazione                                          | Peso; diametro        | Catalogazione                                        |
| --------------------- | --------------------- | ------------------------------------------------------------------ | --- | -------------------------------------------------- | --------------------- | ---------------------------------------------------- |
|                       | denario               | L VERUS AVG Armeniacus, testa laureata di Lucio Vero verso destra; | TR P III IMP II COS II ARMEN, l'Armenia è seduta girata verso sinistra (a testimonianza dell'occupazione romana). | coniato nel 163 dopo la prima campagna in Armenia; | 19 mm, 3,15 gr;       | RIC Lucius Verus, III, 501; MIR 18, 62-14/10; RSC 6. |

### Anno 164: sottomissione dell'Armenia e preparativi contro i Parti
Nel 164 venne ricostruita una nuova capitale in Armenia, a Kaine Polis ("Città Nuova", l'odierna Echmiadzin a 40 km a nord-est di Artaxata), Secondo la ricostruzione di Birley, era distante trenta miglia dalla frontiera romana. Distaccamenti dalle legioni cappadocie sono attestate a Echmiadzin, oltre la facciata meridionale del Monte Ararat, a 400 km ad oriente di Satala. Ci sarebbe voluta una marcia di venti giorni o più, attraverso un territorio impervio e montagnoso, per ritornare in territorio romano; un "notevole esempio di imperialismo", secondo Fergus Millar.
Intanto Pacoro, sovrano parto d'Armenia, fu deposto, mentre l'ex console romano di origine emesana, Gaio Giulio Soemo, a sua volta deposto da Vologese, venne incoronato nuovamente re tributario d'Armenia, ad Efeso o Antiochia, con l'assenso di Marco. Non a caso alcune iscrizioni monetali del 164 riportano la scritta REX ARMENIIS DATUS a testimonianza di questa investitura da parte di Lucio Vero Le armate romane si stavano così preparando all'invasione della stessa Mesopotamia per l'anno successivo.
| Monetazione dell'anno | Monetazione dell'anno | Monetazione dell'anno                                                                   | Monetazione dell'anno | Monetazione dell'anno                                                           | Monetazione dell'anno                       | Monetazione dell'anno                                                    |
| Immagine              | Valore                | Dritto                                                                                  | Rovescio | Datazione                                                                       | Peso; diametro                              | Catalogazione                                                            |
| --------------------- | --------------------- | --------------------------------------------------------------------------------------- | --- | ------------------------------------------------------------------------------- | ------------------------------------------- | ------------------------------------------------------------------------ |
|                       | aureo                 | • L • VERVS AVG Armeniacus, testa laureata di Lucio Vero verso destra con corazza;      | TR P IIII IMP II COS II, Vittoria in piedi a destra, con foglia di palma che pone uno scudo con la legenda VIC(toria)/PAR(tica) (su due linee) su un albero di palma. | coniato nel 164 dopo la seconda campagna contro i Parti (zecca di Roma antica); | 7,32 gr, 6 h;                               | RIC Lucius Verus, III 525; MIR 18, 94-12/37; Calicó 2177; BMCRE 297/295. |
|                       | sesterzio             | L AUREL VERUS • AVG Armeniacus, testa laureata di Lucio Vero verso destra, con corazza; | TR P IIII IMP II COS II, Lucio Vero seduto verso sinistra su una sedia curule appoggiata su una piccola piattaforma, la mano sinistra è appoggiata al parazonium, la mano destra protesa per porre il diadema regale sulla testa del re Soemo, il quale si trova di fronte alla piattaforma e solleva le sue mani per ricevere il diadema; sullo sfondo sulla piattaforma, un ufficiale in piedi sulla destra, tiene una lancia e due ufficiali sulla sinistra. | coniato nel 164 dopo la seconda campagna contro i Parti (zecca di Roma antica); | 24,55 g, 11 h;                              | RIC III 1371 (Aurelius); MIR 18, 92-16/35; Banti 98.                     |
|                       | denario               | ANTONINVS AVG Armeniacus, testa laureata di Marco Aurelio verso destra;                 | PM TR P XVIII IMP II COS III, Marte in piedi verso destra, tiene una lancia riversa ed uno scudo appoggiato a terra. | coniato nel 164;                                                                | 17 mm, 3,36 gr, 6 h (zecca di Roma antica); | RIC Marcus Aurelius, III 92; MIR 18, 88-4/30; RSC 469.                   |

### Anno 165: occupazione della Mesopotamia

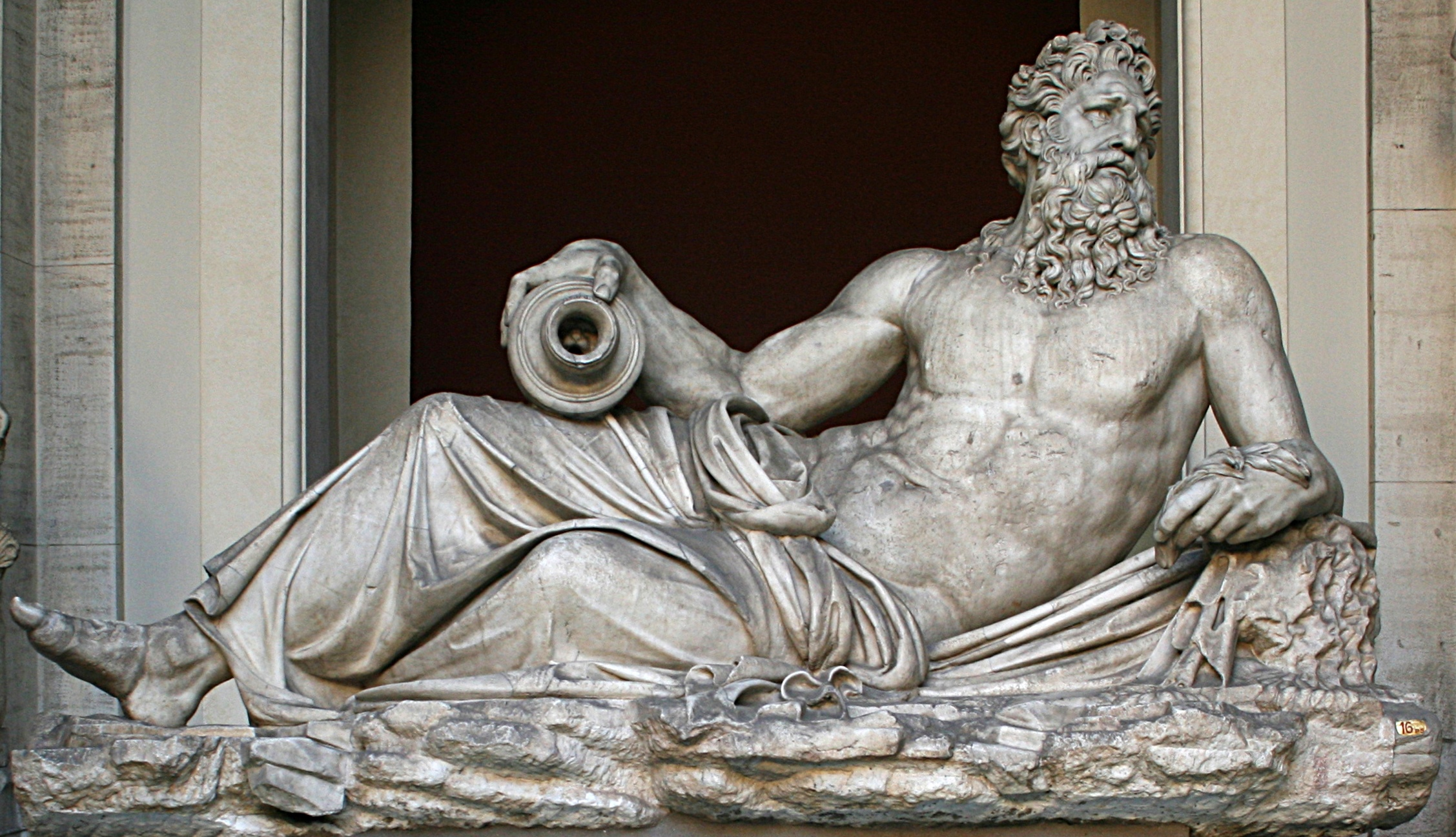
Personificazione del fiume Tigri (databile al 160-170 - Musei Vaticani).

Contemporaneamente i Parti avevano provveduto ad installare un loro re sul trono di Osroene, nella vicina Mesopotamia (nel 163). In risposta le forze romane procedettero in una manovra a tenaglia, navigando da occidente lungo l'Eufrate ad occupare una dopo l'altra una serie di città-fortezza chiave come Dausara, Edessa, Carre e Nisibi. La campagna militare romana proseguì con alcune battaglie favorevoli ai Romani nei pressi di Sura e Nichephorium. I Romani penetrarono, così, in Osroene da nord (dall'Armenia appena conquistata) ed occuparono Anthemusia, una città a sud-ovest di Edessa.
L'avanzata romana proseguì con Marzio Vero e la legio V Macedonica, fino in Mesopotamia. Edessa fu rioccupata, Manno reinsediato come re cliente di Roma. Riprese anche la sua monetazione: 'Ma'nu il re' (Siriano: M'NW MLK') o dinastia Antonina sul obverso, e 'Re Manno, amico dei Romani' (Greco: Basileus Mannos Philorōmaios) sul rovescio. I Parti si ritirarono a Nisibi, che fu però anch'essa assediata ed espugnata dalle armate romane. L'esercito partico attraversò in disordine il Tigri; il loro generale Cosroe attraversò a nuoto il fiume e si nascose in una caverna. Nel frattempo una seconda armata, posta sotto il comando di Avidio Cassio (legatus legionis della legio III Gallica), discese l'Eufrate e combatté una battaglia di rilevante importanza nei pressi di Dura Europos. Entro la fine dell'anno Avidio Cassio raggiunse le metropoli gemelle della Mesopotamia: Seleucia sulla riva destra del Tigri e Ctesifonte su quella sinistra. Ctesifonte venne presa e il suo palazzo reale bruciato. I cittadini di Seleucia, ancora in gran parte greca (la città era stata fondata cinquecento anni prima, come capitale dell'impero seleucide, uno dei regni sorti dopo la morte di Alessandro il Grande) aprirono le porte agli invasori, ma la città venne bruciata ugualmente, lasciando un'ombra sulla condotta di Cassio e la reputazione di Lucio Vero. La versione ufficiale voleva che fossero stati i Seleuceni a rompere gli accordi.
In ogni modo, il saccheggio segnò un capitolo particolarmente distruttivo nella storia del lungo declino di Seleucia. Nel corso del sacco, le truppe romane predarono la statua di Apollo Comaeo dal suo tempio e la portarono a Roma, dove fu collocata nel Tempio di Apollo Palatino. Quest'atto blasfemo potrebbe essere stata considerata da Marco un lectisternium, una grande offerta agli dei, agli inizi delle guerre marcomanniche (ca. 167) per scacciare i mali che stavano affliggendo lo stato.
Cassio, nonostante la carenza di rifornimenti e i primi effetti della peste contratta a Seleucia, riuscì a riportare indietro ed in buon ordine la sua armata vittoriosa. Per questi nuovi successi, Lucio e Marco ricevettero la terza acclamazione ad imperator, mentre il solo Lucio anche il titolo onorifico di Parthicus maximus. Marco lo ricevette l'anno seguente. Ad ulteriore testimonianza dell'occupazione romana in Osroene, oltre l'Eufrate, un'iscrizione trovata ad Edessa e databile al 165, oltre ad una successiva a Dura Europos dell'epoca di Commodo (nel 183) riguardante la presenza della cohors II Ulpiae equitatae Commodianae.
| Monetazione dell'anno | Monetazione dell'anno | Monetazione dell'anno                                                                                         | Monetazione dell'anno | Monetazione dell'anno                                                    | Monetazione dell'anno | Monetazione dell'anno                                                                  |
| Immagine              | Valore                | Dritto | Rovescio | Datazione                                                                | Peso; diametro        | Catalogazione                                                                          |
| --------------------- | --------------------- | --- | --- | ------------------------------------------------------------------------ | --------------------- | -------------------------------------------------------------------------------------- |
|                       | sesterzio             | [parte illeggibile] PARTH MAX, testa laureata di Lucio Vero verso destra in uniforme militare (paludamentum); | [parte illeggibile] IMP III COS II, trofeo con a fianco la Partia seduta su alcuni scudi.                                                                            | coniato nel 165 dopo l'occupazione della capitale dei Parti, Ctesifonte; | 21,11 gr;             | RIC Lucius Verus, III, 1430. MIR 18, 114-16/35; BMCRE 1274 note (Aurelius); Cohen 191. |
|                       | sesterzio             | L VERUS AUG ARM PARTH MAX, testa laureata di Lucio Vero verso destra;                                         | TR P V IMP III COS II, un prigioniero dei Parti seduto, legato ad un trofeo (al centro), delle armi alla sua destra; S C ai lati.                                    | coniato nel 165 dopo l'occupazione della capitale dei Parti, Ctesifonte; | 32 mm, 22,35 gr;      | RIC Lucius Verus, III, 1433.                                                           |
|                       | denario               | M ANTONINVS AVG ARM PARTH MAX, testa laureata di Marco Aurelio verso destra;                                  | TR P XX IMP IIII COS III, Vittoria stante a destra, con foglia di palma che pone uno scudo con la legenda VIC(toria)/PAR(tica) (su due linee) su un albero di palma. | coniato nel 165/166;                                                     | 3,46 gr;              | RIC Marcus Aurelius, III 163; BMCRE 406; RSC 878.                                      |

### Anno 166: la pestilenza si propaga
L'armata di Cassio, nonostante cominciasse a risentire di una carenza di provviste e degli effetti di un'epidemia di peste, contratta a Seleucia, riuscì a ritornare in tutta sicurezza in territorio romano. Giunio Massimo, un tribunus laticlavius che serviva nella III Gallica sotto Cassio, portò la notizia della vittoria a Roma. Massimo ricevette una generosa ricompensa in denaro (dona) e la promozione immediata alla questura per aver portato la buona notizia. Lucio assunse il titolo di Parthicus Maximus, e con Marco fu acclamato di nuovo imperator, guadagnandosi il titolo di Imp. III.
Nel 166 ancora Avidio Cassio diede prova della forza di Roma, invadendo il paese dei Medi al di là del Tigri, permettendo a Lucio di fregiarsi del titolo vittorioso di Medicus. Entrambi i principes furono acclamati imperatores per la quarta volta, mentre Marco ottenne il titolo vittorioso di Parthicus Maximus. Sulla carta di Claudio Tolomeo non solo la Mesopotamia, ma anche Babilonia e Arabia deserta, apparvero come territori appartenenti all'Impero romano.
La peste, scoppiata durante l'ultimo anno di campagna, costrinse però i Romani a ritirarsi dai territori appena conquistati, portando questa terribile malattia all'interno dei loro stessi confini, e flagellandone la sua popolazione per oltre un ventennio.
| Monetazione dell'anno | Monetazione dell'anno | Monetazione dell'anno                                                                            | Monetazione dell'anno | Monetazione dell'anno                                              | Monetazione dell'anno | Monetazione dell'anno       |
| Immagine              | Valore                | Dritto                                                                                           | Rovescio | Datazione                                                          | Peso; diametro        | Catalogazione               |
| --------------------- | --------------------- | ------------------------------------------------------------------------------------------------ | --- | ------------------------------------------------------------------ | --------------------- | --------------------------- |
|                       | denario               | L VERVS AVG ARM PARTH MAX, testa laureata di Lucio Vero verso destra;                            | TRP VII IMP IIII COS II, Vittoria stante a destra, con foglia di palma che pone uno scudo con la legenda VIC(toria)/PAR(tica) (su due linee) su un albero di palma. | coniato nel 166 dopo la vittoria sui Parti;                        | 20 mm, 3,42 gr;       | RIC Lucius Verus, III, 566. |
|                       | medaglione Æ          | L VERVS AVG ARM PARTH MAX, testa laureata di Lucio Vero verso destra con corazza e paludamentum; | TRP VIII IMP IIII COS II, Lucio Vero a cavallo calpesta un armeno, a seguire un legionario romano con uno stendardo.                                                | coniato nel 167 dopo la possibile occupazione romana dell'Armenia; | 37 mm, 51,2 gr;       | Gnecchi pl.72, 5.           |

## Conseguenze

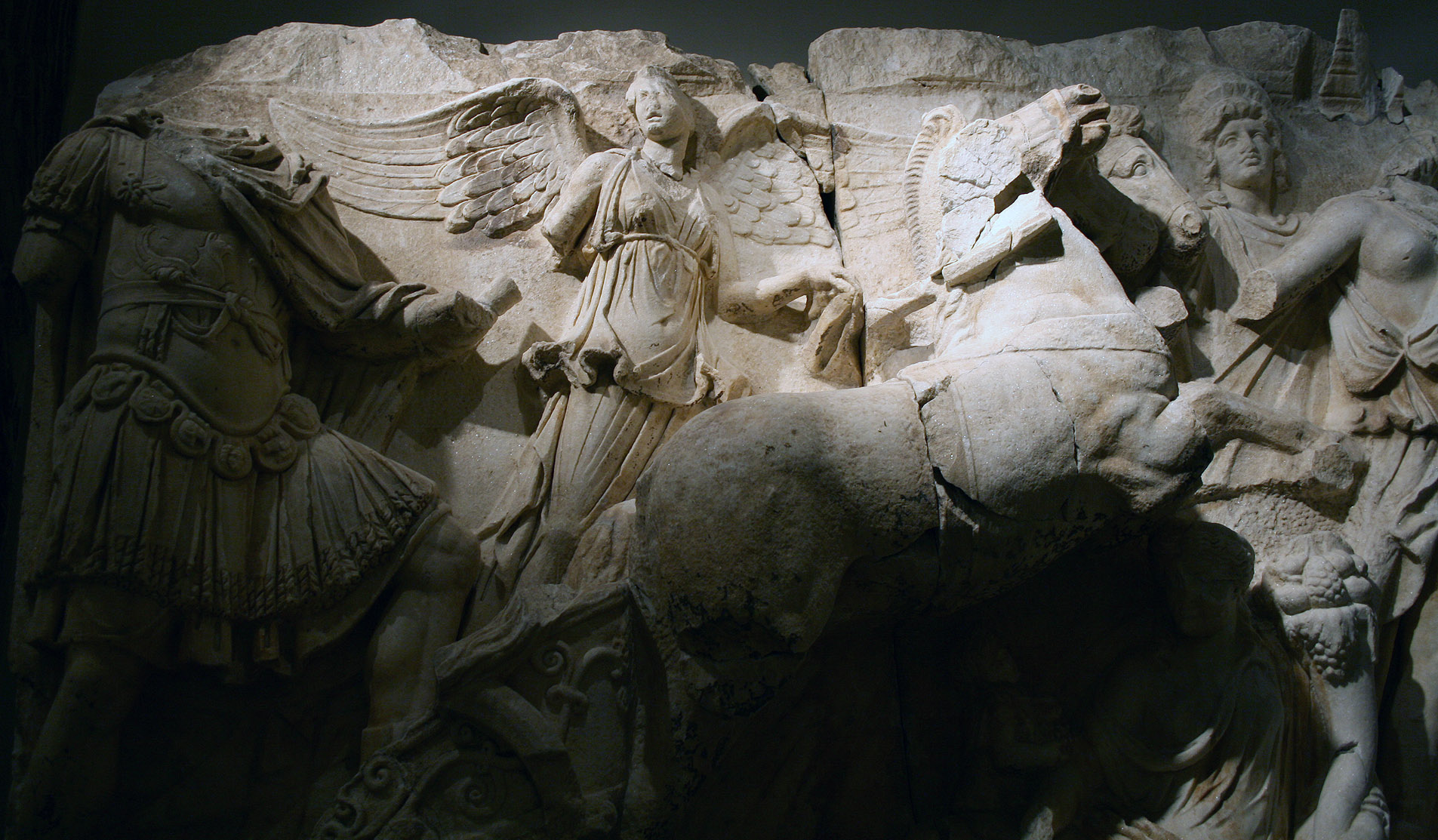
Apoteosi di Lucio Vero dal monumento a lui dedicato ad Efeso (oggi presso il Museo di Efeso a Vienna).

### Reazioni immediate
Lucio Vero ed il fratello Marco Aurelio ottennero entrambi i titoli di Armeniacus (Lucio nel 163 e Marco nel 164), di Parthicus maximus (nel 165 il primo e nel 166 il secondo) e di Medicus maximus (nel 166) a fronte dell'occupazione dei territori di Armenia e Mesopotamia, oltre ad aver condotto le armate romane fino in Media. Più tardi, forse solo dopo la morte di Lucio (avvenuta nel 169), allo stesso venne dedicato un arco trionfale per ricordare le sue vittoriose campagne contro i Parti.
Molto del credito per la vittoria della guerra deve essere ascritto ai generali subordinati. Le truppe che avanzarono in Osroene erano condotte da M. Claudio Frontone, un provinciale asiatico di stirpe greca che aveva in passato condotto la I Minervia in Armenia sotto Prisco. Fu probabilmente il primo della sua famiglia a divenire senatore. Frontone ottenne il consolato per l'anno 165, probabilmente come ricompensa per aver espugnato Edessa. Claudio Frontone ritornò in Italia per assumere il consolato; anche il governatore di Siria, Cn. Giulio Vero, ritornò in Italia. P. Marzio Vero aveva condotto la V Macedonica nel corso del conflitto, ed aveva anch'egli in precedenza servito sotto Prisco. Marzio Vero proveniva dalle province occidentali dell'Impero, e la sua patria era probabilmente Tolosa in Gallia Narbonense. Il generale più prominente, tuttavia, era C. Avidio Cassio, il comandante della III Gallica, una delle legioni siriane. Cassio era un senatore di umili origini originario dalla città nordsiriana di Cyrrhus. Suo padre, Eliodoro, non fu mai senatore, pur ricoprendo cariche di un certo prestigio: era stato il ab epistulis di Adriano, seguendo l'Imperatore nei suoi viaggi, e, verso la fine del regno di Adriano, rivestì la carica di prefetto d'Egitto. Anche Cassio rivendicava una presunta discendenza dagli Imperatori seleucidi. Cassio e Marzio Vero, ancora probabilmente trentenni, ottennero il consulato per l'anno 166. Dopo il loro consolato, ottennero la carica di governatori: Cassio lo divenne della Siria; Marzio Vero della Cappadocia.
Al ritorno dalla campagna, Lucio celebrò un trionfo; la parata era inusuale perché comprendeva i due imperatori, i loro figli e le figlie ancora celibi come se fosse una grande celebrazione familiare. I due figli di Marco Aurelio, Commodo e Marco Annio Vero vennero elevati al rango di Cesare proprio in quell'occasione. 
In Gallia, nel 175 venne eretto un arco di trionfo per celebrare le campagne partiche, detto oggi la Porta Nera (Besancon). La base di una statua, realizzata per commemorare la vittoria di Lucio, sopravvive a Sardis (l'Imperatore aveva presumibilmente visitato la città durante il viaggio di ritorno a Roma). Il sofista benestante T. Flavio Damiano ebbe l'onore di ospitare l'imperatore e il suo esercito durante il viaggio di ritorno.

### Impatto sulla storia
Le campagne condotte in Oriente portarono ad una fondamentale conseguenza: l'occupazione permanente dei territori orientali ad est dell'Eufrate e la creazione della nuova provincia di Mesopotamia da parte dei Romani, difesa anche in fasi successive durante l'intero III secolo (da Settimio Severo a Diocleziano-Galerio). Si dimostrava, inoltre, l'utilità della presenza di un imperatore sul fronte orientale (Lucio Vero), mentre un secondo imperatore di pari grado (Marco Aurelio) manteneva il controllo sull'occidente, cosa peraltro ripetuta alcuni decenni più tardi con Valeriano e Gallieno, ma formalizzata solo con Diocleziano e la sua Tetrarchia. Una necessità strategica fondamentale per un impero di così grandi dimensioni come quello romano.
Nisibi sull'alto corso dell'Eufrate rimase in mani romane per alcuni decenni in seguito alla conclusione del conflitto. A partire dalla metà del III secolo, la città, territorio conteso tra la Persia e Roma, aveva già assunto l'aspetto caratteristico di una tipica città di guarnigione romana.